# Rudolf Stiassny
Rudolf Stiassny (* 30. Juni 1883 in Weidlingau bei Wien; † vermutlich März 1943 im KZ Auschwitz) war ein österreichischer Schauspieler und Regisseur.

## Leben
Der im Großraum Wien geborene Stiassny gab sein schauspielerisches Debüt 1904 am Central-Theater Dresden. 1906 kam er zurück nach Wien. Bereits zwei Jahre darauf, nach einem Zwischenspiel am Regensburger Stadttheater (1907/08), stand Stiassny mit einer kleinen Rolle erstmals vor einer Filmkamera, in dem ersten österreichischen Kinospielfilm überhaupt – der Liebes- und Standesschnulze Von Stufe zu Stufe.
Anschließend konzentrierte er sich jedoch auf seine Arbeit an der Bühne (Verpflichtung u. a. an Berlins Residenz-Theater). Gegen Ende des Ersten Weltkriegs kehrte Stiassny nach längerer Abwesenheit zum Film zurück und betätigte sich, zunächst im Auftrag der Produktionsfirma Filmag, fünf Jahre lang als Regisseur – überwiegend von Dramen und Melodramen. Danach wurde es ruhig um ihn.
Im März 1939 floh Stiassny vor der rassistischen Verfolgung aufgrund seiner jüdischen Herkunft aus dem inzwischen nationalsozialistisch gewordenen Wien nach Frankreich. Dort wurde er bei Kriegsausbruch zunächst interniert, später an die Deutschen ausgeliefert und in ein Durchgangslager verbracht. Am 2. März 1943 deportierten deutsche Stellen Rudolf Stiassny mit dem 49. Transport von Le Bourget-Drancy nach Auschwitz, wo er wohl kurz nach seiner Ankunft ermordet wurde.

## Filmografie (als Regisseur)
- 1908: Von Stufe zu Stufe (nur Schauspieler)
- 1918: Das Geheimnis des Goldpokals
- 1918: Das mißglückte Rendezvous
- 1919: Wiedergefunden
- 1919: Das kommt davon
- 1919: Der Narr seines Herzens
- 1919: Der Rebell
- 1920: Narr und Tod
- 1921: Ich hab’s getan
- 1923: Die Stimme des Gewissens